# Cena Izvestijí 1969
Třetí ročník Ceny Izvestijí se konal od 1. do 8. prosince 1969 v Moskvě. Zúčastnilo se jej šest reprezentačních mužstev, která se utkala jednokolovým systémem každý s každým.

## Výsledky a tabulka
|    |         | SSSR          | CAN    | ČSSR           | SWE     | FIN    | GDR              | V | R | P | Skóre | B |
| 1. | SSSR    | Sovětský svaz | 2:2    | 8:2            | 6:2     | 5:1    | 4:3              | 4 | 1 | 0 | 25:10 | 9 |
| 2. | Kanada  | 2:2           | Kanada | 0:4            | 5:2     | 10:1   | 5:4              | 3 | 1 | 1 | 22:13 | 7 |
| 3. | ČSSR    | 2:8           | 4:0    | Československo | 3:4     | 10:3   | 10:2             | 3 | 0 | 2 | 29:17 | 6 |
| 4. | Švédsko | 2:6           | 2:5    | 4:3            | Švédsko | 7:5    | 3:5              | 2 | 0 | 3 | 18:24 | 4 |
| 5. | Finsko  | 1:5           | 1:10   | 3:10           | 5:7     | Finsko | 9:3              | 1 | 0 | 4 | 19:35 | 2 |
| 6. | NDR     | 3:4           | 4:5    | 2:10           | 5:3     | 3:9    | Východní Německo | 1 | 0 | 4 | 17:31 | 2 |

 Československo -  Kanada 4:0 (0:0, 3:0, 1:0)
1. prosinec 1969 - Moskva

Branky Československa: 29. Richard Farda, 32. Josef Černý, 36. Július Haas, 59. Václav Nedomanský.

Rozhodčí: Sakari Sillankorva (FIN), Ove Dahlberg (SWE)

Vyloučení: 6:6 (1:0)
ČSSR: Vladimír Dzurilla – Oldřich Machač, František Pospíšil, Ľubomír Ujváry, Vladimír Bednář, Josef Horešovský, František Panchártek – Ivan Hlinka, Jaroslav Holík, Jiří Holík – Ivan Grandtner, Václav Nedomanský, Július Haas – Vladimír Martinec, Richard Farda, Josef Černý – Jiří Kochta, Jiří Novák.
Kanada: Wayne Stephenson – Steve Carlyle, Robert Murdoch, Terry O'Malley, Ken Stephanson, Barry McKenzie, Michel Poirier – William Heindl, Fran Huck, Steve King – Brian Conacher, William Harris, Corbett Adams – Billy MacMillan, Jim Irving, George Watson – Robert Lapage, Grant Moore.
 SSSR -  NDR 4:3 (1:1, 2:1, 1:1)
1. prosinec 1969 - Moskva

Branky SSSR: 3. Alexander Martyňuk, 23. Igor Grigorjev, 35. Jevgenij Paladjev, 49. Alexander Martyňuk.

Branky NDR: 9. Hartmut Nickel, 27. Wolfgang Plotka, 47. Lotar Fuchs.

Rozhodčí: Rudolf Baťa (TCH), Jurij Karandin (URS)

Vyloučení: 2:4 1:0
SSSR: Vladimir Šapovalov - Alexander Gusev, Vladimir Lutčenko, Oleg Čurašov, Sergej Moškarov, Jevgenij Paladjev, Jurij Ljapkin - Alexander Martyňuk, Vladimir Šadrin, Alexander Jakušev - Petr Andrejev, Sergej Soloduchin, Igor Grigorjev - Jevgenij Ziminn, Vjačeslav Staršinov, Alexandr Malcev.
NDR: Klaus Hirche - Frank Braun, Peter Schlapke, Dietmar Peters, Bernd Karrenbauer, Wolfgang Plotka, Dieter Dewitz - Hartmut Nickel, Joachim Ziesche, Rainer Patschinski - Ralf Thomas, Manfred Buder, Helmut Novy - Peter Prusa, Lotar Fuchs, Bernd Hiller.
 Švédsko -  Finsko 7:5 (3:1, 3:2, 1:2)
2. prosinec 1969 - Moskva

Branky Švédska: 1. Tord Lundström, 3. Björn Palmqvist, 14. Håkan Wickberg, 25. Tord Lundström, 26. Thommy Abrahamsson, 38. Björn Palmqvist, 46. Mats Lindh. 

Branky Finska: 11. Pekka Leimu, 26. Pekka Leimu, 27. Matti Keinonen, 54. Veli-Pekka Ketola, 59. Matti Murto.

Rozhodčí: Jurij Karandin (URS), Viktor Dombrovskij (URS)

Vyloučení: 1:2 (1:1)
Švédsko: Leif Holmqvist - Arne Carlsson, Nils Johansson, Kjell-Rune Milton, Thommy Abrahamsson, Lars Bergman - Stefan Karsson, Håkan Wickberg, Tord Lundström - Lars-Goran Nilsson, Anders Hedberg, Anders Nordin - Björn Palmqvist, Mats Lindh, Leif Henriksson - Dick Ydörström, Hans Carlsson.
Finsko: Jorma Valtonen (31. Hanu Siivonen) - Timo Nummelin, Paavo Tirkonnen, Pekka Marjamäki, Lalli Partinen, Hekki Riihiranta - Lasse Oksanen, Kari Johansson, Pekka Leimu - Jorma Vehmanen, Veli-Pekka Ketola, Matti Keinonen - Lauri Mononen, Matti Murto, Esa Peltonen - Jouni Samuli, Jaakko Marttinen. 
 Kanada -  NDR 5:4 (3:0, 1:4, 1:0)
2. prosinec 1969 - Moskva

Branky Kanady: 1. William Heindl, 2. Corbett Adams, 20. William Heindl, 29. Fran Huck, 49. Ken Stephanson 

Branky NDR: 26. Lothar Fuchs, 28. Peter Slapke, 38. Lothar Fuchs, 39. Manfred Buder.

Rozhodčí: R. Sacharovskij (URS), M. Kirilov (URS)

Vyloučení: 4:3 (1:0)
Kanada: Ken Dryden – Steve Carlyle, Bob Murdoch, Terry O'Malley, Ken Stephanson, Barry McKenzie, Michel Poirier – William Heindl, Fran Huck, Steve King – Brian Conacher, William Harris, Corbett Adams – Billy MacMillan, Jim Irving, George Watson – Robert Lapage, Grant Moore.
NDR: Peter Kolbe - Frank Braun, Peter Schlapke, Wolfgang Plotka, Hans Schmidt, Dietmar Peters, Bernd Karrenbauer - Hartmut Nickel, Joachim Ziesche, Wilfried Rohrbach - Ralf Thomas, Manfred Buder, Helmut Novy - Peter Prusa, Lotar Fuchs, Bernd Hiller.

 Československo -  Švédsko 3:4 (0:2, 1:0, 2:2)
3. prosinec 1969 - Moskva

Branky Československa: 23. Richard Farda, 50. František Pospíšil, 57. Jiří Kochta.

Branky Švédska: 1:0 8. Stefan Karsson, 2:0 8. Håkan Wickberg, 42. Lennart Svedberg, 60. Tord Lundström.

Rozhodčí: Sakari Sillankorva (FIN), Anatolij Seglin (URS)

Vyloučení: 5:2 (0:2, 1:0)
ČSSR: Vladimír Dzurilla – Oldřich Machač, František Pospíšil, Josef Horešovský, František Panchártek - Ivan Hlinka, Jaroslav Holík, Jiří Holík – Ivan Grandtner (20. Jiří Kochta), Václav Nedomanský, Július Haas – Jiří Kochta (20. Jiří Novák), Richard Farda, Josef Černý.
Švédsko: Leif Holmqvist - Arne Carlsson, Lennart Svedberg, Kjell-Rune Milton, Nils Johansson, Thommy Abrahamsson, Lars Bergman - Stefan Karsson, Håkan Wickberg, Tord Lundström - Anders Nordin, Ulf Sterner, Lars-Goran Nilsson - Dick Ydörström, Hans Carlsson, Svante Granholm.
 SSSR -  Finsko 5:1 (3:0, 2:1, 0:0)
3. prosinec 1969 - Moskva

Branky SSSR: 2. Vitalij Davydov, 4. Vladimir Vikulov, 5. Valerij Charlamov, 32. Vladimir Petrov, 37. Alexandr Ragulin.

Branky Finska : 37. Lauri Mononen.

Rozhodčí: Rudolf Baťa (TCH), Hans Dämmrich (GDR)

Vyloučení: 4:3 (1:0, 0:1)
SSSR: Vladislav Treťjak - Alexandr Ragulin, Jurij Ljapkin, Viktor Kuzkin, Vitalij Davydov, Oleg Čurašov, Igor Romiševskij, Alexander Gusev, Sergej Moškarov - Vladimir Vikulov, Viktor Polupanov, Anatolij Firsov - Boris Michajlov, Vladimir Petrov, Valerij Charlamov - Petr Andrejev, Sergej Soloduchin, Igor Grigorjev.
Finsko: Jorma Valtonen - Pekka Marjamäki, Hekki Riihiranta, Timo Nummelin, Lalli Partinen - Pekka Leimu, Kari Johansson, Lasse Oksanen - Jorma Vehmanen, Veli-Pekka Ketola, Matti Keinonen - Jaakko Marttinen, Matti Murto, Jouni Samuli - Lauri Manonen.
 Československo -  NDR 10:2 (3:0, 5:0, 2:2)
4. prosinec 1969 - Moskva

Branky Československa: 1. Václav Nedomanský, 12. Richard Farda, 17. Richard Farda, 23. Jiří Kochta, 23. Josef Černý, 28. Ivan Hlinka, 34. František Pospíšil, 37. Jiří Novák, 45. Richard Farda, 55. Jiří Novák.

Branky NDR: 45. Wilfried Rohrbach, 60. Wilfried Rohrbach.

Rozhodčí: Jurij Karandin (URS), L. Gusev (URS)

Vyloučení: 3:3 (1:1)
ČSSR: Miroslav Lacký – Oldřich Machač, František Pospíšil, Josef Horešovský, František Panchártek, Ľubomír Ujváry - Václav Nedomanský, Jaroslav Holík, Jiří Holík – Jiří Kochta, Richard Farda, Josef Černý - Ivan Hlinka, Jiří Novák, Bohumil Šťastný, Július Haas, Ivan Grandtner.
NDR: Klaus Hirche - Dietmar Peters, Hans Schmidt, Bernd Karrenbauer, Peter Schlapke, Wolfgang Plotka, Dieter Dewitz - Hartmut Nickel, Joachim Ziesche, Rainer Patschinski - Peter Prusa, Lotar Fuchs, Bernd Hiller - Ralf Thomas, Manfred Buder, Wilfried Rohrbach.
 SSSR -  Kanada 2:2 (1:1, 1:0, 0:1)
4. prosinec 1969 - Moskva

Branky SSSR: 11. Alexander Martyňuk, 34. Alexandr Jakušev.

Branky Kanada: 15. William Harris, 45. Charles Lefley 

Rozhodčí: Ove Dahlberg (SWE), Rudolf Baťa (TCH)

Vyloučení: 2:2 (1:0) navíc Petrov a Carlyle na 5 minut.
SSSR: Vladimir Šapovalov (31. Vladislav Treťjak) - Alexandr Ragulin, Jurij Ljapkin, Viktor Kuzkin,  Vitalij Davydov, Igor Romiševskij, Jevgenij Paladjev - Boris Michajlov, Vladimir Petrov, Valerij Charlamov - Vladimir Vikulov, Viktor Polupanov, Anatolij Firsov - Alexander Martyňuk, Vladimir Šadrin, Alexander Jakušev - Jevgenij Ziminn, Vjačeslav Staršinov, Alexandr Malcev.
Kanada: Wayne Stephenson – Terry O'Malley, Ken Stephanson, Steve Carlyle, Robert Murdoch, Gordon Newell, Barry McKenzie, Michel Poirier – William Heindl, Fran Huck, Steve King – Brian Conacher, William Harris, Corbett Adams – Billy MacMillan, Jim Irving, Charles Lefley.
 NDR -  Švédsko 5:3 (0:0, 3:3, 2:0)
5. prosinec 1969 - Moskva

Branky NDR: 33. Wilfried Rohrbach, 37. Wolfgang Plotka, 40. Lothar Fusch, 46. Peter Prusa, 53. Wolfgang Plotka.

Branky Švédsko: 22. Tord Lundström, 24. Arne Carlsson, 31. Arne Carlsson.

Rozhodčí: Rudolf Baťa (TCH), Sakari Sillankorva (FIN)

Vyloučení: 3:3 (1:0)
NDR: Klaus Hirche - Dieter Dewitz, Wolfgang Plotka, Frank Braun, Peter Schlapke, Hans Schmidt, Bernd Karrenbauer - Rolf Riedel, Lotar Fuchs, Bernd Hiller - Peter Prusa, Manfred Buder, Helmut Novy - Wilfried Rohrbach, Joachim Ziesche, Hartmut Nickel.
Švédsko: Gunar Backman - Arne Carlsson, Lennart Svedberg, Kjell-Rune Milton, Lars Bergman, Lars-Erik Sjoberg, Thommy Abrahamsson - Stefan Karsson, Håkan Wickberg, Tord Lundström - Anders Nordin, Ulf Sterner, Lars-Goran Nilsson - Mats Lindh, Leif Henriksson, Björn Palmqvist - Dick Ydörström, Anders Hedberg, Svante Granholm.
 Kanada -  Finsko 10:1 (1:0, 4:0, 5:1)
5. prosinec 1969 - Moskva

Branky Kanady: 12. Ken Stephanson, 24. Steve King, 35. George Watson, 36. George Watson, 38. Ken Stephanson, 47. Corbett Adams, 48. Charles Lefley, 51. William Harris, 55. Steve King, 60. Brian Conacher.

Branky Finska: 50. Seppo Lindström.

Rozhodčí: L. Gusev (URS), Hans Dämmrich (GDR)

Vyloučení: 6:4 (3:0)
Kanada: Ken Dryden – Terry O'Malley, Ken Stephanson, Barry McKenzie, Michel Poirier, Robert Murdoch, Steve Carlyle, Robert Lepage, Gordon Newell - William Heindl, Fran Huck, Steve King – Brian Conacher, William Harris, Corbett Adams – Billy MacMillan, Jim Irving, Charles Lefley - George Watson.
Finsko: Jorma Valtonen - Seppo Lindström, Lalli Partinen, Pekka Marjamäki, Hekki Riihiranta - Lauri Manonen, Kari Johansson, Esa Peltonen - Jorma Vehmanen, Veli-Pekka Ketola, Matti Keinonen - Pekka Leimu, Jorma Peltonen, Lasse Oksanen.
  Československo  SSSR 2:8 (1:1, 1:3, 0:4)
6. prosinec 1969 - Moskva

Branky Československa: 6. Josef Horešovský, 34. Jiří Holík.

Branky SSSR: 10. Boris Michajlov, 31. Victor Polupanov, 31. Vladimir Petrov, 32. Alexandr Malcev, 41. Valerij Charlamov, 43. Jurij Ljapkin, 49. Vladimir Petrov, 58. Vjačeslav Staršinov.

Rozhodčí: Ove Dahlberg (SWE), Sakari Sillankorva (FIN)

Vyloučení: 6:4 (1:3, 0:1) navíc Ljapkin na 5 minut.
ČSSR: Miroslav Lacký – Oldřich Machač, František Pospíšil, Josef Horešovský, Ľubomír Ujváry, František Panchártek - Václav Nedomanský (30. Ivan Hlinka), Jaroslav Holík, Jiří Holík – Jiří Kochta, Richard Farda, Josef Černý - Vladimír Martinec, Jiří Novák (30. Václav Nedomanský), Bohumil Šťastný (30. Július Haas).
SSSR: Vladimir Šapovalov (50. Vladislav Treťjak) - Alexandr Ragulin, Jurij Ljapkin, Viktor Kuzkin, Vitalij Davydov, Igor Romiševskij, Jevgenij Paladjev - Vladimir Vikulov, Viktor Polupanov, Anatolij Firsov - Boris Michajlov, Vladimir Petrov, Valerij Charlamov - Jevgenij Ziminn, Vjačeslav Staršinov, Alexandr Malcev - Petr Andrejev, Sergej Soloduchin, Igor Grigorjev.
 Kanada -  Švédsko 5:2 (1:0, 3:1, 1:1)
7. prosinec 1969 - Moskva

Branky Kanady: 17. Billy MacMillan, 29. Fran Huck, 29. William Harris, 40. Barry McKenzie, 44. Charles Lefley. 

Branky Švédska: 24. Tord Lundström, 50. Hedberg.

Rozhodčí: L. Gusev (URS), Jurij Karandin (URS)

Vyloučení: 5:0 (1:1) navíc Huck, K. Stephanson, Sterner, Bergman na 5 minut a Huck na 10 minut.
Kanada: Wayne Stephenson – Terry O'Malley, Ken Stephanson, Barry McKenzie, Michel Poirier, Robert Murdoch, Steve Carlyle - William Heindl, Fran Huck, Steve King – Brian Conacher, William Harris, Corbett Adams – Billy MacMillan, Charles Lefley, Jim Irving - George Watson. 
Švédsko:  Leif Holmqvist - Arne Carlsson, Lennart Svedberg, Nils Johansson, Lars Bergman, Lars-ErikSjoberg, Thommy Abrahamsson - Stefan Karsson, Håkan Wickberg, Tord Lundström - Anders Hedberg, Anders Nordin, Ulf Sterner - Mats Lindh, Leif Henriksson, Björn Palmqvist.
 Finsko -  NDR 9:3 (4:0, 3:0, 2:3)
7. prosinec 1969 - Moskva

Branky Finska: 10. Jorma Peltonen, 12. Matti Keinonen, 16. Lindström, 18. Lasse Oksanen, 22. Jorma Peltonen, 27. Lalli Partinen, 34. Lauri Mononen, 58. Jorma Vehmanen, 58. Lasse Oksanen.

Branky NDR: 49. Wilfried Rohrbach, 50. Joachim Ziesche, 58. Joachim Ziesche.

Rozhodčí: Rudolf Baťa (TCH), R. Sacharovskij (URS)

Vyloučení: 3:6 (2:0)
Finsko: Jorma Valtonen - Seppo Lindström, Lalli Partinen, Pekka Marjamäki, Hekki Riihiranta (41. Timo Nummelin) - Pekka Leimu, Jorma Peltonen, Lasse Oksanen - Jorma Vehmanen, Veli-Pekka Ketola, Matti Keinonen - Lauri Manonen, Kari Johansson, Esa Peltonen.
NDR: Klaus Hirche (21. Peter Kolbe) - Dieter Dewitz, Wolfgang Plotka, Frank Braun, Peter Schlapke, Hans Schmidt, Bernd Karrenbauer - Rainer Patschinski, Lotar Fuchs, Bernd Hiller - Peter Prusa, Manfred Buder, Helmut Novy - Hartmut Nickel, Joachim Ziesche, Wilfried Rohrbach.
 Československo -  Finsko 10:3 (3:1, 2:1, 5:1)
8. prosinec 1969 - Moskva

Branky Československa: 1. Oldřich Machač, 14. Richard Farda, 16. Jiří Holík, 24. Josef Horešovský, 39. Ivan Hlinka, 50. Václav Nedomanský, 51. Oldřich Machač, 56. Jaroslav Holík, 56. Václav Nedomanský, 57. Ivan Hlinka.

Branky Finska: 5. Veli-Pekka Ketola, 28. Jouni Samuli, 49. Matti Keinonen.

Rozhodčí: Ove Dahlberg (SWE), Hans Dämmrich (GDR)

Vyloučení: 2:4 (1:0)
ČSSR: Vladimír Dzurilla – Oldřich Machač, František Pospíšil, Josef Horešovský, Ľubomír Ujváry, František Panchártek - Jiří Kochta, Richard Farda, Josef Černý - Ivan Grandtner, Václav Nedomanský, Július Haas – Ivan Hlinka (41. Václav Nedomanský), Jaroslav Holík, Jiří Holík – Vladimír Martinec, Ivan Hlinka, Bohumil Šťastný.
Finsko: Hannu Siivonen - Timo Nummelin, Pekka Marjamäki, Paavo Tirkkonen, Seppo Lindstrom -  Lauri Manonen, Kari Johansson, Esa Peltonen - Jorma Vehmanen, Veli-Pekka Ketola, Matti Keinonen - Pekka Leimu, Jorma Peltonen, Lasse Oksanen - Jouni Samuli, Jaakko Marttinen.
 SSSR -  Švédsko 6:2 (1:0, 4:1, 1:1)
8. prosinec 1969 - Moskva

Branky SSSR: 18. Boris Michajlov, 21. Boris Michajlov, 26. Boris Michajlov, 36. Alexandr Malcev, 38. Victor Kuzkin, 57. Alexander Gusev.

Branky Švédska: 34. Svante Granholm, 44. Lennart Svedberg.

Rozhodčí: Sakari Sillankorva (FIN), Rudolf Baťa (TCH)

Vyloučení: 1:1 (0:1)
SSSR: Vladislav Treťjak - Alexandr Ragulin, Alexander Gusev, Vitalij Davydov, Viktor Kuzkin, Jevgenij Paladjev, Igor Romiševskij - Vladimir Vikulov, Viktor Polupanov, Anatolij Firsov - Boris Michajlov, Vladimir Petrov, Valerij Charlamov - Jevgenij Ziminn, Vjačeslav Staršinov, Alexandr Malcev - Alexander Martyňuk, Vladimir Šadrin, Alexander Jakušev.
Švédsko: Leif Holmqvist - Arne Carlsson, Lennart Svedberg, Nils Johansson, Lars Bergman, Lars-ErikSjoberg, Thommy Abrahamsson - Stefan Karsson, Håkan Wickberg, Tord Lundström - Anders Hedberg, Ulf Sterner (21. Hans Carlsson), Lars-Goran Nilsson - Anders Nordin, Mats Lindh, Svante Granholm (41. Dick Yoderström).

### Nejlepší hráči
| Brankář | Wayne Stevenson    |
| Obránce | František Pospíšil |
| Útočník | Boris Michajlov    |